# 百老滙攝影器材

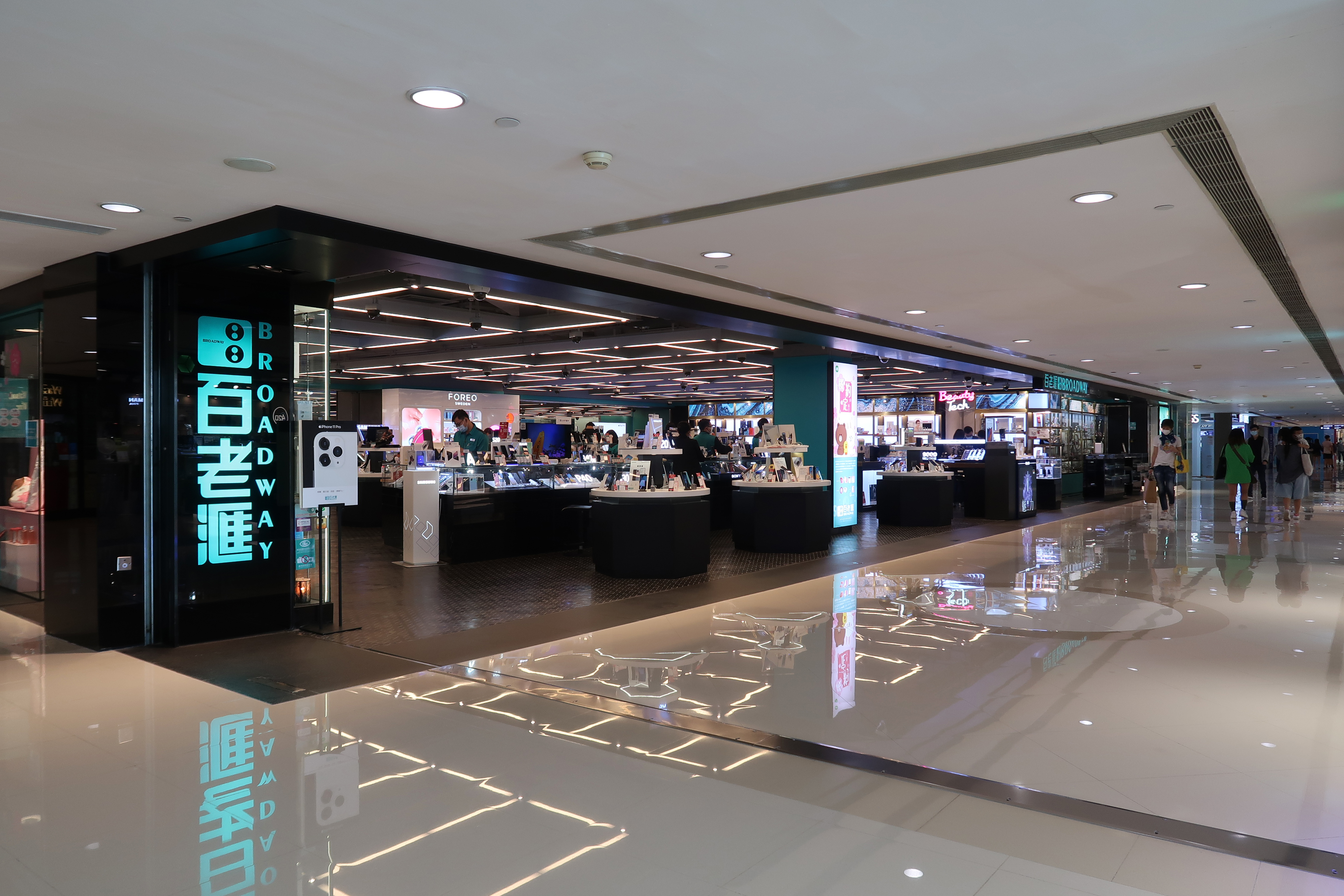
百老滙在尖沙咀海洋中心的分店

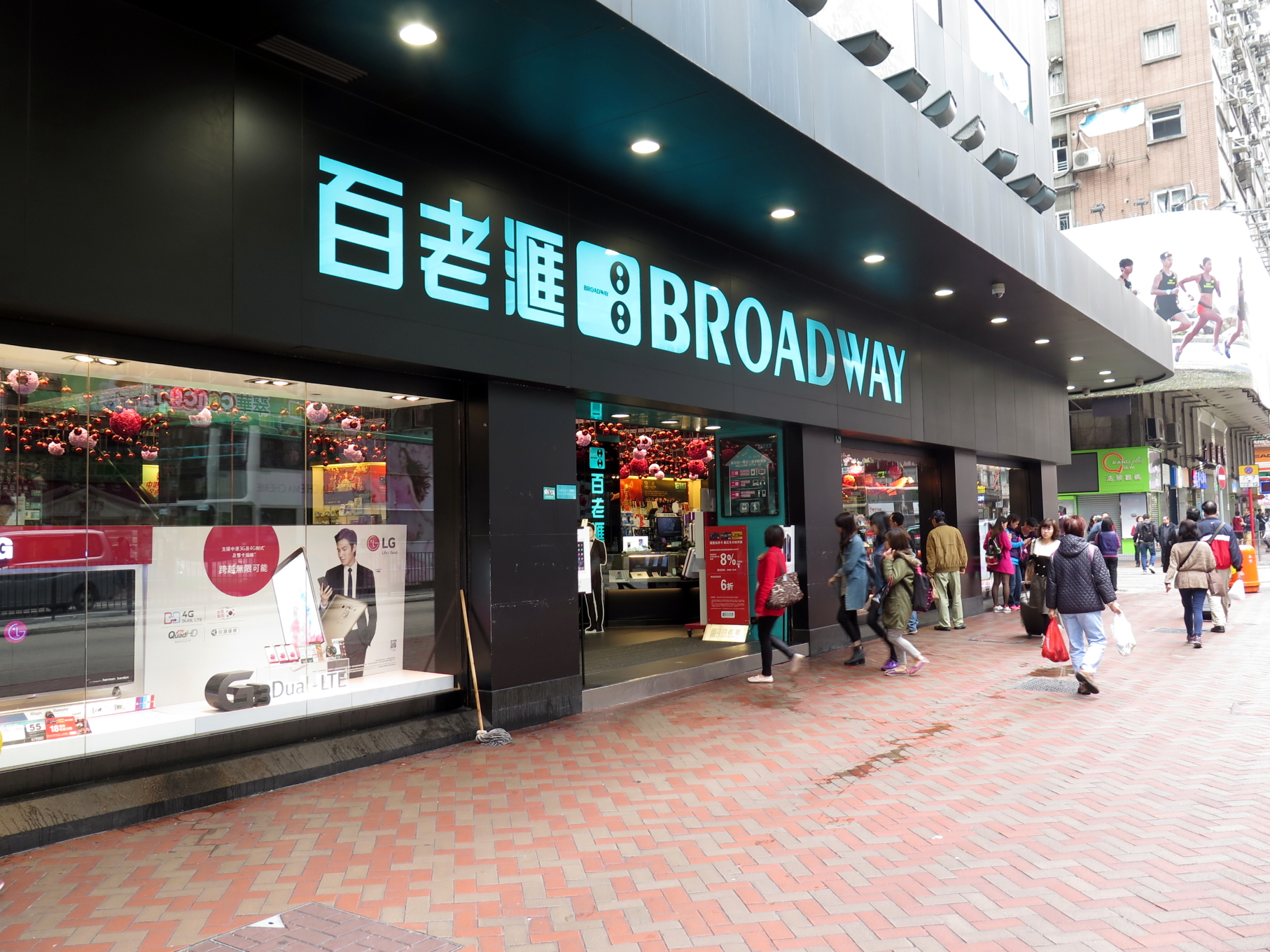
百老滙在旺角亞皆老街79號的分店

百老滙攝影器材是香港一间電器零售连锁店。百老滙在1949年由李波创辦，首間店舖於旺角彌敦道開設，售賣、出租相機及相片沖曬服務，其後在旺角山東街創辦了首間百老滙。現任董事長是全國政協委員李子良。
到了1970年代起，攝影及影音器材日漸普及，百老滙的服務亦漸趨多元化，逐漸轉型為售賣相機、菲林及影音產品的專門店，並於1975年正式註冊成立「百老滙攝影器材有限公司」。
截至2024年，共有17間分店，聘用達800多名員工, 與張毛記電業同為香港第二大電器連鎖店。主要销售影音、電訊產品、個人電腦、手錶、摄影器材、家庭電器及美容產品等。近年百老匯亦滿足自由行的購物模式，於部份分店销售手錶。現時主要代言人為容祖兒。
值得注意是，該公司和百老匯院線沒有關係。

## 分店地址

### 香港
| 地區   | 位置             |
| ------ | ---------------- |
| 銅鑼灣 | 時代廣場8樓      |
| 銅鑼灣 | 百德新街恆隆中心 |
| 太古   | 太古城中心       |

### 九龍
| 地區   | 位置              |
| ------ | ----------------- |
| 尖沙咀 | 海港城海洋中心    |
| 旺角   | 豉油街28號        |
| 旺角   | 西洋菜南街78-80號 |
| 鑽石山 | 荷里活廣場        |
| 九龍灣 | 德福廣場第一期    |
| 觀塘   | 創紀之城第五期apm |

### 新界
| 地區   | 位置               |
| ------ | ------------------ |
| 荃灣   | 眾安街43號         |
| 屯門   | 屯門市廣場第一期   |
| 青衣   | 青衣城             |
| 沙田   | 新城市廣場第一期   |
| 沙田   | 沙田廣場           |
| 將軍澳 | 東港城             |
| 元朗   | 教育路16號樂成大廈 |
| 上水   | 新都廣場           |

## 已搬出分店
- 上水廣場
- 國際廣場
- 亞皆老街73至81號
- 西洋菜南街7至19號
- 百德新街恆隆中心（第一代）
- 柏寧酒店
- 怡安大廈
- 又一城

## 批評

### 廣告涉嫌抄襲
2009年7月，百老匯電器廣告「夢幻系列」，公司大灑金錢請來容祖兒分別以仙子及運動員形象示人，又「吊威也」又踢水，但被網民揭發是抄襲2007年微軟Zune廣告。其後數間傳媒跟進報道事件，更指出百老匯廣告與微軟Zune廣告的多項相同之處，在眾群和媒體施壓下，百老匯電器最終抽起此輯涉嫌抄襲的廣告。

### 店方將舊機當新機賣
2011年5月底，李先生於百老滙屯門店，以約一萬元購入全新Lenovo A700桌面電腦，打算送給太太使用，回家開機後發現電腦內竟有一個於2009年7月建立的電腦檔案，懷疑電腦為二手貨。李先生向百老滙投訴，對方否認賣二手貨，反指是其他分店職員曾替該電腦作系統重整，故分不出電腦是舊機，並提議贈送紀念品予事主，李先生認為不能接受。百老滙承認員工出錯並向事主道歉，但強調員工並非刻意賣舊電腦，仍指只因疏忽而未能分辨電腦為舊機，類似事件以往亦曾發生；他又指無法追查該電腦是陳列品還是其他客人的退貨，但願意賠償五百元，或退貨以全數退款，亦指可讓事主以優惠價購買其他貨品。

### 被質疑有聯手定價之嫌
2011年11月，有市民致電電台，直指青衣城平價電器店，因受附近大型連鎖店投訴而無法再推平價貨，有電器界人士坦言，試過多次遭代理商施壓，要求產品加價，代理商聲稱這是因為有不同的連鎖電器店包括百老匯曾作投訴。楊氏指出，曾試因為賣得平遭供應商停止供應電器一星期作為「處分」，質疑此乃不公平競爭。

### 需購5000元指定產品才可買iPhone
2011年底，蘋果iPhone 4S開售，有顧客批評要在百老匯電器買滿價值5,000元的手錶、空氣清新機等指定產品才能優先購iPhone 4S，每次限購一部。消費者委員會指現法例沒規管綑綁式消費，若競爭法獲通過後，有公司濫用市場力量硬推綑綁式銷售或屬違法。

### 強行要求顧客買配件
百老滙現時售賣之蘋果產品為蘋果公司直接供應，全部均為正版正貨。但如果顧客想於百老滙只購買主機，不買配件，員工會以鬼祟手法屈客買配件。其實蘋果電腦是不許任何強迫形態的附加推售，但百老滙公司內部有高層指引，若該員工只賣机不上配件做Add-on。無人可保，該員工只能等收警告信，使員工被迫要求顧客附加推售配件。有記者向另一百老匯查詢，獲答覆購買新iPad必須購買價值1,999元的蘋果配件。

### 涉嫌強迫員工加入反佔中簽名行列
於2014年7月，百老滙被揭發要求員工加入反佔中簽名行列，全公司員工日前遭主管「照肺」，游說當面簽署反佔中表格。若員工答支持佔中，主管就追問為何支持，若員工反對佔中，就立即在主管面上簽名並寫下身份證號碼首四個數字。有員工指自身因為害怕失去工作而簽署，形容是「大石壓死蟹」。其後百老匯回應承認直認是「響應政府呼籲」反佔中，但沒強迫員工簽名。